# Les Côtes-d'Arey
Les Côtes-d'Arey és un municipi francès situat al departament de la Isèra i a la regió d'Alvèrnia-Roine-Alps. L'any 2007 tenia 1.754 habitants.

## Demografia

### Població
El 2007 la població de fet de Les Côtes-d'Arey era de 1.754 persones. Hi havia 636 famílies de les quals 92 eren unipersonals (36 homes vivint sols i 56 dones vivint soles), 236 parelles sense fills, 280 parelles amb fills i 28 famílies monoparentals amb fills.
La població ha evolucionat segons el següent gràfic:
Habitants censats

### Habitatges
El 2007 hi havia 687 habitatges, 640 eren l'habitatge principal de la família, 29 eren segones residències i 18 estaven desocupats. 644 eren cases i 43 eren apartaments. Dels 640 habitatges principals, 541 estaven ocupats pels seus propietaris, 83 estaven llogats i ocupats pels llogaters i 16 estaven cedits a títol gratuït; 1 tenia una cambra, 12 en tenien dues, 68 en tenien tres, 150 en tenien quatre i 409 en tenien cinc o més. 554 habitatges disposaven pel capbaix d'una plaça de pàrquing. A 193 habitatges hi havia un automòbil i a 418 n'hi havia dos o més.

### Piràmide de població
La piràmide de població per edats i sexe el 2009 era:
| Homes | Edats   | Dones |
| ----- | ------- | ----- |
| 4     | 95 o +  | 0     |
| 4     | 90 a 94 | 0     |
| 8     | 85 a 89 | 24    |
| 8     | 80 a 84 | 12    |
| 24    | 75 a 79 | 12    |
| 28    | 70 a 74 | 36    |
| 16    | 65 a 69 | 12    |
| 32    | 60 a 64 | 40    |
| 48    | 55 a 59 | 52    |
| 44    | 50 a 54 | 52    |
| 56    | 45 a 49 | 84    |
| 68    | 40 a 44 | 36    |
| 100   | 35 a 39 | 80    |
| 44    | 30 a 34 | 64    |
| 32    | 25 a 29 | 36    |
| 16    | 20 a 24 | 40    |
| 48    | 15 a 19 | 40    |
| 48    | 10 a 14 | 52    |
| 76    | 5 a 9   | 64    |
| 24    | 0 a 4   | 80    |

## Economia
El 2007 la població en edat de treballar era de 1.130 persones, 814 eren actives i 316 eren inactives. De les 814 persones actives 784 estaven ocupades (440 homes i 344 dones) i 30 estaven aturades (9 homes i 21 dones). De les 316 persones inactives 111 estaven jubilades, 113 estaven estudiant i 92 estaven classificades com a «altres inactius».

### Ingressos
El 2009 a Les Côtes-d'Arey hi havia 688 unitats fiscals que integraven 1.951,5 persones, la mediana anual d'ingressos fiscals per persona era de 22.979 €.

### Activitats econòmiques
Dels 78 establiments que hi havia el 2007, 1 era d'una empresa extractiva, 1 d'una empresa alimentària, 9 d'empreses de fabricació d'altres productes industrials, 20 d'empreses de construcció, 16 d'empreses de comerç i reparació d'automòbils, 2 d'empreses de transport, 2 d'empreses d'hostatgeria i restauració, 3 d'empreses d'informació i comunicació, 2 d'empreses financeres, 1 d'una empresa immobiliària, 5 d'empreses de serveis, 10 d'entitats de l'administració pública i 6 d'empreses classificades com a «altres activitats de serveis».
Dels 28 establiments de servei als particulars que hi havia el 2009, 1 era una oficina de correu, 4 tallers de reparació d'automòbils i de material agrícola, 4 paletes, 3 guixaires pintors, 3 fusteries, 3 lampisteries, 6 electricistes, 2 perruqueries i 2 restaurants.
Dels 2 establiments comercials que hi havia el 2009, 1 era una fleca i 1 una llibreria.
L'any 2000 a Les Côtes-d'Arey hi havia 28 explotacions agrícoles que ocupaven un total de 1.239 hectàrees.

## Equipaments sanitaris i escolars
L'únic equipament sanitari que hi havia el 2009 era una farmàcia.
El 2009 hi havia 1 escola maternal i 1 escola elemental.

## Poblacions més properes
El següent diagrama mostra les poblacions més properes.